# Slime
Slime je naselje u Splitsko-dalmatinskoj županiji na području grada Omiša smješteno između uvale Vrulja i prijevoja Dubaca s jedne te rijeke Cetine s druge strane. 
Po upravnoj organizaciji Slime spada pod grad Omiš, iako je od samog grada udaljeno 23 km. 
Po poštanskoj organizaciji, pripada poštanskom uredu u Zadvarju.

## Stanovništvo
Većinsko i jedino autohtono stanovništvo ovog sela su Hrvati.
| broj stanovnika | 217   | 213   | 233   | 289   | 337   | 355   | 430   | 493   | 483   | 471   | 478   | 480   | 365   | 361   | 304   | 270   | 271   |
|                 | 1857. | 1869. | 1880. | 1890. | 1900. | 1910. | 1921. | 1931. | 1948. | 1953. | 1961. | 1971. | 1981. | 1991. | 2001. | 2011. | 2021. |

## Poznate osobe
- Josip Pupačić, hrvatski književnik, rodom sa Slimena